# Asteroma impressum
Asteroma impressum Fuckel – gatunek grzybów z klasy Sordariomycetes.

## Systematyka i nazewnictwo
Pozycja w klasyfikacji według Index Fungorum: Asteroma, Gnomoniaceae, Diaporthales, Diaporthomycetidae, Sordariomycetes, Pezizomycotina, Ascomycota, Fungi.
Synonim: Excipula impressa (Fuckel) Died. 1911.

## Charakterystyka
Grzyb mikroskopijny, patogen wywołujący plamistość liści na porażonych roślinach.
W Polsce odnotowano występowanie na podbiale pospolitym (Tussilago farfara).
Znana jest tylko jego anamorfa. Za teleomorfę uważa się nieokreślony gatunek z rodzaju Gnomoniella.